# Norbert Martin
Norbert Léon Lambert Martin (Rocourt, 12 juni 1934) is een Belgisch voormalig bedrijfsleider en bestuurder.

## Levensloop
Martin studeerde af als doctor in de rechten aan de UCL te Leuven. Verder was hij ook licentiaat in de economische wetenschappen.
Hij was gedelegeerd bestuurder van BASF België, een functie die hij uitoefende tot 1 juli 1996. Hij werd opgevolgd door Eddy Sedeyn. 
In 1993 volgde hij Georges Jacobs op als voorzitter van de Federatie Chemische Nijverheid van België (FCN), een mandaat dat hij uitoefende tot 1997 toen hij werd opgevolgd in deze hoedanigheid door René Peeters. In 1997 werd hij onafhankelijk bestuurder bij Vandemoortele.
Tevens was hij voorzitter van het 'Instituut voor Cellulaire Pathologie Christian de Duve' van de UCL te Sint-Lambrechts-Woluwe.
In april 2007 werd hem de persoonlijke adellijke titel van baron toegekend.